# Fila di Elimea
Fila di Elimea (in greco antico: Φίλα τῆς Ἐλίμειας?, Phìla tès Elìmeias; Elimea, ... – ...; fl. IV secolo a.C.) è stata una principessa del Regno di Macedonia, seconda moglie del re Filippo II.

## Biografia
Secondo la testimonianza di Ateneo, che a sua volta cita Satiro di Callati, Fila era originaria dell'Elimea, una regione del sud-occidentale della Macedonia, ed era sorella di Derda e di Macata.
Ateneo riporta il nome di Fila al secondo posto nella lista delle mogli del re di Macedonia, successivamente a quello di Audata e prima di quello di Nicesipoli, anche se non è sicuro che i matrimoni siano stati elencati dallo storico greco in ordine cronologico.
Il nome del padre di Fila non è riportato dallo scrittore di Naucrati, ma secondo alcuni storici moderni è da identificarsi in Derda II, sovrano dell'Elimea prima che questa regione venisse annessa alla Macedonia per opera dello stesso Filippo II. Le nozze tra quest'ultimo e Fila sarebbero dunque da inquadrare in un contesto di alleanza dinastica tra la casata reale argeade e quella dell'Elimea.
Le fonti antiche non riportano altre notizie su Fila, se non che non diede alcun figlio a Filippo. Suo fratello Derda fu successivamente fatto prigioniero ad Olinto da Filippo, mentre l'altro fratello, Macata, fu molto probabilmente il padre di Arpalo, il tesoriere di Alessandro Magno.